# Western Electric
Western Electric Co. Inc., New York, var ett  amerikanskt företag för tillverkning av teleutrustning och datorer mellan 1881 och 1995. Företaget var under en tid världens största tillverkare av telefonapparater, telefonväxlar och telefonkablar samt ägdes av AT&T. 
Western Electrics ursprung kan spåras tillbaka till år 1869. År 1882, blev behovet av enhetliga och standardiserade telefonutrustningar och systemlösningar för de många (c.a. 300) telefondriftbolagen i USA blev uppenbara,  köpte American Bell Telephone Company in sig i företaget, och blev därmed tillverkningsgrenen av Bell System, dvs det som senare blev företagsgruppen AT&T.
År 1995 bildades Lucent Technologies av det som tidigare var AT&T Technologies, och som innefattade Western Electric och Bell Labs. År 2006 avyttras Lucent Technologies till Alcatel som får det nya namnet Alcatel-Lucent.